# José de Rozas y Meléndez de la Cueva
Juan José de Rozas y Meléndez de la Cueva (Lima, 16 de diciembre de 1665 - Madrid, julio de 1722) fue I Duque de San Andrés, II conde de Castel Blanco. 

## Biografía
Era hijo de Francisco de Rozas y Fernández de Santayana, caballero de la Orden de Alcántara (Natural de San Bartolomé, feligresía de Santayana en el Valle de Soba, Cantabria) y de Luisa Meléndez de Gama.
Fue nombrado en 1700 capitán general y presidente de la Real Audiencia de Guatemala. Tuvo relación directa con la familia real española a través del matrimonio de su nieta María Teresa de Vallabriga con el Infante Luis de Borbón y Farnesio.

## Matrimonio y Descendencia
Juan José de Rozas y Meléndez de la Cueva se casó tres veces: 
- Magdalena de Irrutia, con la cual no tuvo descendencia.
- María Drummond de Melfort y Wallace: sus hijos no llegaron a la edad adulta.
- Francisca Drummond de Melfort y Wallace, Dama de honor de los Reyes de España, hermana de su anterior mujer.

De su tercer matrimonio con Francisca Drummond de Melfort y Wallace tuvo tres hijos:
- Josefa de Rozas y Drummond de Melfort, IV condesa de Castel Blanco.
- María Benita de Rozas y Drummond de Melfort, se casó con Pedro Fitz-James Stuart, Capitán General de la Real Armada.
- Juan José de Rozas y Drummond de Melfort, III conde de Castel Blanco.